# Turistická značená trasa 0934
 Turistická značená trasa 0934 je červená značka ve Vysokých Tatrách na Slovensku určená pro pěší turistiku, která vede z Vyšného Kôprovského sedla na vrchol Kôprovského štítu. Trasa je vedená po straně hřebenu spadajícího do Hlinské doliny.

## Přístupnost
Přístup veřejnosti je možný pouze v letním období od 16. června do 31. října.

## Popis trasy
| vzdálenost km | čas hod | nadmořská výška | místo                 | navazující trasy | směr navazujících tras           |
| ------------- | ------- | --------------- | --------------------- | ---------------- | -------------------------------- |
| 0,0           | 0:00    | 2 145           | Vyšné Kôprovské sedlo | 2902             | ↓Kôprová dolina/↓Popradské pleso |
| —             | —       | —               | Kôprovské plece       |                  |                                  |
| 0,8           | 0:40    | 2 363           | Kôprovský štít        |                  |                                  |